# Barraca de la Pepeta
La barraca de la Pepeta, o barraca A-16, és una barraca de vinya del municipi de Subirats (Alt Penedès), situada a les Timbes.
És una construcció aixecada en pedra seca, de planta rodona, de mides 3,40 x 3,40 m i una alçada total de 2 m. La construcció és de la tipologia de sostre de falsa cúpula. Té una fornícula. El portal, de llinda plana, està orientat al sud-sud-est, té una alçada de 90 cm, una amplada de 60 cm i un gruix de 60 cm. Sobre la coberta hi ha plantats lliris. Es conserva en bon estat. Està envoltada d'heura.